# ایوا (ایلینوی)
ایوا، ایلینوی (به انگلیسی: Ava, Illinois) یک شهر در ایالات متحده آمریکا با جمعیت ۶۶۲ نفر است که در ایلی‌نوی واقع شده‌است.

## موقعیت جغرافیایی
موقعیت جغرافیایی شهرها و مناطق اطراف به شرح زیر است: